# 근육수축전류최소시간

기전류(rheobase)와 근육수축전류최소시간(chronaxie)은 흥분성 조직의 자극에 대한 강도-지속기간 곡선에서 정의된 지점이다.

근육수축전류최소시간 또는 크로낙시(chronaxie) 또는 시치(時値)는 전류가 기전류(rheobase) 강도의 두 배로 근육이나 뉴런을 자극하는 데 필요한 최소 시간이다. 기전류는 근육이나 신경을 자극하는 무기한 펄스 지속 시간을 갖는 가장 낮은 강도이다. 크로낙시는 세포의 흥분성에 영향을 미치는 세포 내 전압 개폐 나트륨 채널의 밀도에 따라 달라진다. 크로낙시는 조직의 유형에 따라 다양하다. 빠른 경련 근육은 더 낮은 크로낙시를 갖고, 느린 경련 근육은 더 높은 크로낙시를 갖는다. 크로낙시는 흥분성 조직의 자극을 위한 최적의 자극 펄스 지속 시간을 선택할 수 있는 조직 흥분성 매개변수이다. 근육수축전류 최소시간(c)은 무한히 긴 지속 시간의 자극 펄스에 대한 임계 전류인 2배의 기전류(b) 강도의 전류에 대한 자극 펄스 지속 시간의 Lapicque 설명자이다. Lapicque는 이 두 가지 양(c,b)이 전류의 강도-지속 기간 곡선을 정의한다는 것을 보여주었다. I = b(1+c/d), 여기서 d는 펄스 지속 시간이다. 그러나 자극을 설명하는 데 사용되는 두 가지 다른 전기 매개변수인 에너지와 전하가 있다. 최소 에너지는 크로낙시와 동일한 펄스 지속 시간으로 발생한다. 최소 충전(bc)은 무한히 짧은 펄스로 발생한다. 10c와 동일한 펄스 지속 시간을 선택하려면 기전류보다 10% 높은 전류만 필요하다(b). 펄스 지속 시간을 0.1c로 선택하려면 최소 충전량(bc)보다 10% 높은 충전량이 필요하다.

## 같이 보기
- T세관
- 알파운동뉴런
- 기전류(rheobase)